# Nördliche Marianen
Die Nördlichen Marianen, in Vollform Commonwealth der Nördlichen Marianen (englisch Commonwealth of the Northern Mariana Islands), ein Teilgebiet der Inselgruppe der Marianen, sind ein nichtinkorporiertes Außengebiet der Vereinigten Staaten im Pazifischen Ozean, südlich von Japan und nördlich von Guam gelegen.

## Geographie
Das Gebiet besteht aus 16 Inseln, die sich über 500 Kilometer erstrecken und von denen Saipan, Tinian und Rota die größten sind. 2009 wurde dort das Marianas Trench Marine National Monument ausgewiesen.

## Bevölkerung
86 Prozent der Bevölkerung sprechen im Privatbereich eine andere Sprache als Englisch, u. a. mikronesische und polynesische Sprachen. Das Bevölkerungswachstum beträgt 2,8 Prozent pro Jahr. Die Nördlichen Marianen waren früher aufgrund von meist weiblichen Gastarbeitern im Textilbereich mit 1:0,77 das Land mit dem im Verhältnis größten Frauenüberhang der Welt, sind es jedoch nach Kollaps der Textilindustrie heute nicht mehr. Die Einwohnerzahl ist in den letzten Jahren gesunken, auf geschätzt 55.000 im Jahr 2017.

### Entwicklung
| Jahr | Einwohnerzahl |
| ---- | ------------- |
| 1950 | 06.999        |
| 1960 | 10.035        |
| 1970 | 13.127        |
| 1980 | 16.920        |
| 1990 | 42.538        |
| 2000 | 69.094        |
| 2010 | 54.424        |
| 2017 | 55.144        |

Quelle: UN

## Geschichte
1521 entdeckte Ferdinand Magellan als erster Europäer die Inselgruppe und nannte sie Islas de Ladrones, Ladronen- oder Diebsinseln, weil die dortigen Bewohner nach europäischer Auffassung Dinge von Magellans Schiffen gestohlen hatten. 1667 wurde sie von Spanien in Besitz genommen und nach der spanischen Königin Maria Anna von Österreich benannt.
Nach dem Spanisch-Amerikanischen Krieg trat Spanien den südlichen Teil an die USA ab und verkaufte mit dem Deutsch-Spanischen Vertrag von 1899 den nördlichen Teil an das Deutsche Reich, wodurch er Teil von Deutsch-Neuguinea wurde. Im Oktober und November 1899 kamen deutsche Kriegsschiffe auf den Inseln an. Es wurden deutsche Fahnen gehisst und die Deutschen übernahmen die Verwaltung.
Nach dem Ersten Weltkrieg wurden die Marianen durch den Völkerbund unter japanische Kontrolle gestellt. Im Zweiten Weltkrieg kam es 1944 zur Schlacht um die Marianen-Inseln, als US-Truppen die Inseln eroberten. Es kam zu schweren Kämpfen bei der Schlacht um Saipan und der Schlacht um Tinian. Nach dem Zweiten Weltkrieg wurden die Inseln durch die UNO unter die Kontrolle der USA gestellt, die ihnen 1978 als Nördliche Marianen den Status eines mit den USA assoziierten Staates zubilligten – außer Guam, welches als „dependent territory“ unter direkter Kolonialherrschaft der USA steht und nur eine gewisse innere Autonomie besitzt, da es als wichtiger militärischer Stützpunkt der USA dient.
Seit 1975 ist die Inselgruppe Nördliche Marianen im Commonwealth mit den USA mit innerer Unabhängigkeit seit 1986.

## Politik
Die Nördlichen Marianen sind ein „unincorporated, organized territory“ der USA mit innerer Autonomie seit 1986 und einer eigenen Verfassung seit 1978. Das politische System besteht aus einem Zweikammerparlament – einem Senat mit neun sowie einem Repräsentantenhaus mit 20 Mitgliedern – und einem gewählten Gouverneur. Staatschef ist der Präsident der Vereinigten Staaten, derzeitiger Regierungschef ist Gouverneur Arnold Palacios. Die Bürger der Marianen sind US-amerikanische Staatsbürger, haben jedoch bei den US-Präsidentschaftswahlen kein Stimmrecht. Sie müssen keine Bundessteuern zahlen.
Als erstes Territorium der USA haben die Nördlichen Marianen 2018 den Besitz kleiner Mengen und die lizenzierte Herstellung von Cannabisprodukten als Genuss- und Arzneimittel legalisiert.
Offizielle Amtssprachen sind Englisch, Chamorro und Karolinisch, außerdem werden auf der Insel noch Koreanisch und Japanisch gesprochen.

## Wirtschaft
Die Haupteinnahmequelle bildet der Tourismus.

## Statistische Daten über die Inseln

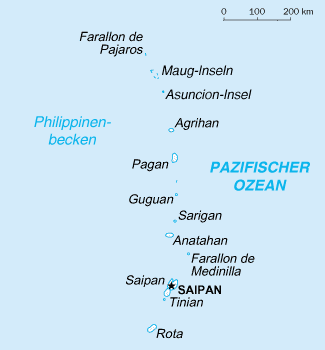
Karte der Nördlichen Marianen

Die Nördlichen Marianen bestehen aus 14 größeren Inseln mit einer Gesamtfläche von 463,6 Quadratkilometern. Der folgende Überblick listet die Inseln von Norden nach Süden auf:
| Nördliche Inseln (1 Gemeinde)                            |                               |        |             |     |                      |                                                |
| 1                                                        | Farallon de Pajaros (Urracas) | 2,55   | unbewohnt   | 360 |                      | 20° 33′ N, 144° 54′ O                          |
| 2                                                        | Maug Islands                  | 2,13   | unbewohnt1) | 227 | (North Island)       | 20° 1′ N, 145° 13′ O                           |
| 3                                                        | Asuncion                      | 7,31   | unbewohnt   | 891 | Asuncion             | 19° 42′ N, 145° 24′ O                          |
| 4                                                        | Agrigan (Agrihan)             | 43,51  | unbewohnt2) | 965 | Mount Agrigan        | 18° 47′ N, 145° 40′ O                          |
| 5                                                        | Pagan                         | 47,23  | unbewohnt3) | 579 | South Pagan Volcano  | 18° 9′ N, 145° 48′ O                           |
| 6                                                        | Alamagan                      | 11,12  | unbewohnt   | 744 | Alamagan             | 17° 35′ N, 145° 50′ O                          |
| 7                                                        | Guguan                        | 3,87   | unbewohnt   | 301 |                      | 17° 19′ N, 145° 51′ O                          |
| 8                                                        | Zealandia Bank                | 0,002  | unbewohnt   | 2   |                      | 16° 45′ N, 145° 42′ O                          |
| 9                                                        | Sarigan                       | 4,97   | unbewohnt4) | 549 |                      | 16° 43′ N, 145° 47′ O                          |
| 10                                                       | Anatahan                      | 31,21  | unbewohnt2) | 787 |                      | 16° 22′ N, 145° 40′ O                          |
| 11                                                       | Farallon de Medinilla         | 0,85   | unbewohnt   | 81  |                      | 16° 1′ N, 146° 4′ O                            |
| Südliche Inseln (3 Gemeinden)                            |                               |        |             |     |                      |                                                |
| 12                                                       | Saipan                        | 115,39 | 48.220      | 474 | Mount Tagpochau      | 15° 11′ N, 145° 44′ O                          |
| 13                                                       | Tinian                        | 101,01 | 3.136       | 170 | Kastiyu (Lasso Hill) | 14° 57′ N, 145° 39′ O                          |
| 14                                                       | Aguijan (Agiguan) 5)          | 7,09   | unbewohnt   | 157 | Alutom               | 14° 42′ N, 145° 18′ O                          |
| 15                                                       | Rota                          | 85,38  | 2.527       | 491 | Mount Manira         | 14° 9′ N, 145° 11′ O                           |
|                                                          | Nördliche Marianen            | 463,63 | 53.883      | 965 | Mount Agrihan        | 14° 08′ bis 20° 33′ N, 144° 54′ bis 146° 04′ O |
| 1) Japanische Besatzung 1939 bis 1944                    |                               |        |             |     |                      |                                                |
| 2) evakuiert 1990 wegen befürchteter Vulkanausbrüche     |                               |        |             |     |                      |                                                |
| 3) evakuiert 1981 wegen Vulkanausbrüchen                 |                               |        |             |     |                      |                                                |
| 4) früher bewohnt (1935 Bevölkerung von 21, 1968 noch 2) |                               |        |             |     |                      |                                                |
| 5) zur Gemeinde Tinian                                   |                               |        |             |     |                      |                                                |

Die Inseln sind in vier Gemeinden (municipalities) unterteilt: Die zehn Inseln im Norden bilden die Gemeinde der Nördlichen Inseln (Northern Islands Municipality). Die anderen Inseln werden als „Südliche Inseln“ bezeichnet und bestehen aus den Gemeinden Saipan, Tinian (inklusive der Insel Aguijan) und Rota. Nur Saipan, Tinian und Rota verfügen über einen Hafen; sie sind die einzigen permanent bewohnten Inseln der Nördlichen Marianen.
Wegen drohender Vulkanausbrüche auf mehreren nördlichen Inseln wurden diese ab den 1980er Jahren evakuiert. Traditioneller Verwaltungssitz der Northern Islands Municipality ist Shomushon auf Pagan. Wegen der vollständigen Evakuierung der Insel residiert der Bürgermeister (engl. Mayor) jedoch bis auf weiteres auf Saipan.